# Krzysztof Barański (poeta)
Krzysztof J. Barański (ur. 7 stycznia 1948 w Płocku, zm. 31 lipca 2025) – polski poeta.
Był absolwentem Szkoły Głównej Planowania i Statystyki (obecnie Szkoły Głównej Handlowej) w Warszawie.
W 1975 r. ukazał się jego zeszyt poetycki Wspominam rozmowy na deszczu. 25 maja 1985 roku na Małej Scenie Teatru Dramatycznego im. J. Szaniawskiego w Płocku odbyła się prapremiera jego monodramu Aktor - jeden z nas. Utwory Krzysztofa J. Barańskiego zamieszczone zostały w dwóch płockich antologiach poetyckich: Płockie pejzaże (1994) i Słowem malowane (1995). W roku 1999 ukazał się tomik wierszy religijnych Wszystkie drogi do Emaus, a w roku 1998 - drugi jego tomik poetycki Śpiewnik osobisty. W 2004 roku wydał tomik pt. Różaniec, a w 2005 roku Ziemie Święte.
W latach 70. XX wieku należał do Grupy Poetyckiej "Gościniec", a w latach 80. do Grupy Poetyckiej "Pod Dębem". Był również członkiem Płockiego Oddziału Związku Literatów Polskich.